# Jörg Bastuck
Jörg Bastuck (4 de setembro de 1969, Dillingen, Saarland, Alemanha - 24 de março de 2006, Salou, Espanha) foi um co-piloto alemão no Campeonato Mundial de Rally Júnior. Quando saiu do seu Citroën C2 GT, dirigido pelo compatriota Aaron Burkart para trocar um pneu, ele foi atingido pelo Ford Fiesta ST de Barry Clark (co-pilotado por Scott Martin), durante o Rally da Catalunha em 2006 no nordeste da Espanha.
Bastuck foi levado de helicóptero para o Hospital João XXIII em Tarragona, onde morreu, disseram os organizadores do evento num comunicado. Mais ninguém ficou ferido. Ele tinha 36 anos.